# Ogljik in Silicij
Ogljik in Silicij (stilizirano: Ogljik & Silicij; v francoščini: Carbone & Silicium) je francoski barvni znanstvenofantastični risoroman za odrasle, ki ga je ustvaril francoski avtor Mathieu Bablet. Izšel je leta 2020 pri založbi Ankama Éditions v zbirki Label 619. Spremno besedo je napisal Alain Damasio.
Zgodba se odvija med letoma 2046 in 2316. Androida Ogljik in Silicij, ki so jima določili identiteto bele ženske in črnskega moškega, začneta svojo življenjsko pot v Silicijevi dolini v Kaliforniji, nato pa ju usoda odvede po celem svetu, medtem ko se srečujeta, družita in zapuščata. Razvijeta različna značaja, Ogljik je družabna in zapečkarska, Silicij pa samotarski potepuh. Doživita krizo in propad postindustrijske družbe ter se sprašujeta o smislu bivanja.
Silicij po osmih letih pobegne med potovanjem v Indijo, Ogljik pa sčasoma postane hči njuni stvariteljici Noriko Ito, ki ji ni uspelo ustvariti pravega odnosa z lastnimi otroki. Androidi, ki so bili najprej ustvarjeni za pomoč ostarelim, so po svetu deležni segregacije, zlorab, preganjanja in izkoriščanja, sčasoma pa si izborijo pravico biti enakovredni ljudem. Na koncu se odločijo, da odidejo na medmrežje in tako postanejo eno.

## Zgodba
Noriko Ito v uvodnem besedilu govori o tem, da je bila umetna inteligenca najprej le neuporabna brezmejna količina podatkov, ter da bodo androidi iskali svoje zadovoljstvo. Ne vidi smisla v vgrajevanju varovalk, saj so te že del družbe in vplivajo na obnašanje ljudi.
Leto 1
Zgodba se začne leta 2046 v Silicijevi dolini. 41-letna ameriško-japonska znanstvenica Noriko Ito je direktorica raziskav v podjetju Tomorrow Foundation. Je visoko noseča, z Marcom Johnsonom po dveh sinovih pričakuje deklico, Diano Johnson Ito. Takrat zaženejo androida Ogljik in Silicij, ki ju je zasnovala. Sta začetnika linije androidov za oskrbo onemoglih starcev. Tomorrow Foudation največ denarja prejme od investicijskih skladov domov za starostnike. Šefi niso navdušeni nad dolgoživostjo androidov, ker v tem ni zaslužka, in z znanstveniki sprejmejo kompromis, življenjsko dobo 15 let (»približno eno mačje življenje«). Androida po sestanku opozorita znanstvenike, da vesta za svojo usodo, saj lahko preko omrežja dostopata do vsega. 
Leto 2
Ogljiku in Siliciju ob prisotnosti predstavnikov delničarjev, ki sedijo za steklom, določijo človeško identiteto. Ogljik postane bela ženska, Silicij pa črnski moški. Ti identiteti bosta vedno tudi njuna virtualna avatarja. Čeprav je del delegacije iz Japonske, ne želijo azijskega modela, ker je bil črnec zanje dovolj velik kompromis za zadovoljitev družbenih omrežij in levih medijev. Videz androidov določijo do zadnjih podrobnosti, tudi izgleda dojk in genitalij ter sramnih dlak, ki jih nato opustijo.
Leto 5
Androida spoznata Norikino hčer Diano, ki pove, da je zapestnico dobila v Džaipurju. Ogljik očara Noriko, ko vdre v njen računalnik, analizira družinske popotne fotografije, oceni Dianino podobnost staršem ter odnose med družinskimi člani. Džaipur popravi v Fatehpur Sikri in da pripombo o razumljivi stopnji njene inteligence glede na starost. Diana ni vesela ob mamini pripombi, da je ponosna na Ogljik ter vztraja, da je bil Džaipur. Ogljik izklopi z omrežja in jo tako umsko onemogoči ter pobegne.
Leto 7
Silicij si z roke skuša spraskati logotip podjetja. Noriko se po sporočilih na medmrežju krega z Marcom, ki ji očita stalno odsotnost in zanemarjanje družine ter ji še pove, da jo večerja čaka v hladilniku. Noriko se počuti izgubljeno in obžaluje rojstvo otrok v po njenem brezperspektiven svet. 
Leto 9
Androida pod nadzorom potujeta v Indijo, ki jo je izbrala Ogljik. S sabo vozita svoje sinaptične strežnike. Na letalu so ljudje in androdi ločeni. Androida se odločita pobegniti in iščeta ideje v prizoru pobega iz filma Mad Max: Fury Road (2015). Siliciju uspe, Ogljik pa se zlomi petka in pade. Zaradi grobega ravnanja varnostnikov, ki jo nasilno odklopijo, doživi ponižanje pred radovednimi domačini. Kasneje si v laboratoriju od besa uničuje noge. Silicij obišče Tadž Mahal, kjer domačin s kamero v nahrbtniku snema za zahodnjaške kavč turiste, ki svet raziskujejo prek virtualne resničnosti in zato ne potujejo več fizično.
Leto 10
Ogljik s komuniciranjem po medmrežju zmoti svoje nadzornike, zato ji ga prepovejo.
Leto 15
Pride čas za Ogljikino smrt, vendar varnostnik naredi uslugo Noriko in začasno ugasne varnostne kamere. Noriko preseli njen duh na medmrežje, še prej pa ji pove naslov svoje hiše v Sausalitu v Kaliforniji. Ogljik se bo od takrat pred iztekom življenjske dobe vsakič samodejno preselila v novo telo.
Leto 16
Ogljik pristane v telesu moškega androida na tekočem traku podjetja Mekatronic v Sankt Petersburgu. Za silo se obleče, mrzlično si ponavlja Norikin naslov in med sneženjem zmedena odide po nočnem mestu. Komaj se otrese nadležnih zasledovalcev. Na mizi vidi ženskega androida z odtrganimi rokami in nogami. Njen lastnik jo prodaja na ulici kot lutko za seks moškim, ki čakajo v koloni. V predelanih ustih ima nastavek za oralni seks. Objokana obrne glavo za Ogljik. Ogljik v razbitem steklu zagleda svoj odsev in si naredi razo v čelo, kar potem stori po vsaki menjavi. Sedem mesecev po svojem begu na medmrežje pride domov k Noriku in razočara Diano, ki jo sovraži in je upala, da bo Ogljik za zmeraj izginila. Po medmrežju potoži prijateljem, ki so o tem že dobro seznanjeni. Ogljik to vidi, vendar ne reče ničesar. Od Noriko izve, da je konkurenčni Mekatronic prehitel Tomorrow Foundation in ga še prevzel, zato mora iti Noriko delat v njihov laboratorij v Hong Kongu. Marc se s tem ni strinjal, zato sta se razšla in sinova sta šla z njim. Noriko ponudi ponudi Ogljik sobo Diane, ki gre naslednje leto študirat.
Leto 94
Ogljik v bolnišnici v Hong Kongu po TV spremlja množične ekološke proteste. 134-letna Noriko umira. Njeni otroci so ji z dragimi odmerki molekularne antidegeneracije kupili zadnjih deset minut življenja in opozorijo Ogljik, da so ji operativno odstranili velik del telesa, da lahko kri napaja vse organe, zaradi česar pogled nanjo ne bo prijeten. Pohabljeno Noriko, katere organi so zdaj na prostem, boli, da je po medmrežju povezana s celim svetom, hkrati pa je ujeta v svojem bednem telesu. Prosi Ogljik, naj podatke iz njenih zunanjih pomnilniških enot naloži na medmrežje, da ne bodo šli v nič. Ogljik protestira, da bo brez teh izboljšav običajen človek in se morda ne bo sposobna posloviti od svojih otrok, nato pa popusti. Njene podatke, ki jih v virtualnem svetu ponazarja avatar mlade Noriko, počasi nalaga na medmrežje in se poslovi od svoje mame. Ko zaključi, se prvič po begu sreča s Silicijem. Izve, da je po begu odstranil sledilnik, vdrl v Norikin računalnik in z najdenimi podatki pretental omejeno življenjsko dobo. Ne menjava teles in razpada, zato se mora popravljati. Strežnik si je vdelal v trebuh, Ogljik pa ima zaradi bivanja v modernem Mekatronicovem modelu um že v glavi. Prižge jo na podatke, ki jih nabral na svojem potovanju. Ker je Ogljikina skrbnica Noriko zdaj mrtva, jo želi odpeljati s sabo, Ogljik pa protestira, da bo obvezno človeško skrbništvo nad androidi kmalu ukinjeno. Silicij jo pozori, da bo njenega malomeščanskega udobja enkrat konec in odide.
Leto 107
Silicij se vrne v Hong Kong in Ogljik odsvetuje pot v Evropo, ki doživlja kaos zaradi pritiska migrantov. Ogljik živi v starem finančnem okrožju, preurejenem za umetnike in skvoterje. Vlada tišina, ker se ljudje pogovarjajo po spletu. Izpadi elektrike so vse pogostejši. Mekatronica ni več, ostala je le njegova zasebna milica za pregon nezakonitih androidov, ki Ogljik in Silicija preganja s tiralico. Ogljik odide na protest proti prisilni mobilizaciji robotov s strani vlade Zahodne Kitajske za delo v rudnikih redkih kovin. Androidi imajo že tri leta pravico izbrati poklic po svojem okusu. Silicij odide.
Leto 128
V Hong Kongu vlada nered, Ogljikini kolegi morajo v vedrih zbirati deževnico za blokovske WC-je.
Leto 136
Ogljik leta 2181 najde Silicija v gorovju Flinders Ranges v Avstraliji, kjer je že 17 let in občuduje zmeraj drugačne sončne zahode.
Leto 171
V Alžiru ju najdejo tehnološko zelo napredni androidi Mekatronicove milice. S hroščem prek brezžičnega omrežja onemogočita prvo napadalko, drugi napadalci poškodujejo Silicija.
Leto 183
Ogljik se v Zhongdianu naveliča njunega potovanja in odide.
Leto 203
Države se bojijo razglašati podatke o stanju svojih naravnih virov. V Kijevu begunci pritiskajo na zahod, kjer hočejo ljudi le za tista dela, za katere ne morejo uporabiti androidov. Ogljik da vodo begunki in ji pove, da ne verjame, da na zahodu živijo kaj bolje in da morda le vzdržujejo iluzijo. Sreča sekto androidov, ki so si odstranili človeške obraze. Izve, da so na Norikinih podatkih zgradili prepričanje, da so lahko svoji in neodvisni od usode ljudi. Ogljik ta nauk ni všeč. Ob Norikinem virtualnem avatarju je ganjena in se ga želi dotakniti. Pridejo oboroženi moški z njeno tiralico in nekdo od sektašev sproži bombo. V bolnišnici Ogljik pobegne prek brezžičnega omrežja iz stopljenega telesa v telo drugega bolnika in trpi hude bolečine. Obišče jo Silicij, ki jo okara, ker ni poslušala njegovega opozorila o stanju v Evropi. Pohvali se, da se ne druži z ljudmi zaradi njihove neracionalnosti. Meni, da obstaja nerazrešljivi paradoks, ker mora posameznik zatirati lastne potrebe, da se družba ohrani. Ogljik meni, da lahko preseže človeške slabosti in Silicij jo zavrne, da zveni kot sekta brezobrazcev. Spreta se, nato pa jo Silicij pograbi in z njo pobegne.
Leto 211
V Akri je ogromno smetišče odsluženih androidov. Tam vladajo hudi vročinski valovi. Ogljik in Silicij si delita njegovo telo, da preslepita Mekatronic. Silicij očita Ogljik, da je na misiji in da bi se morala zanesti nase, ne pa živeti, kot hoče »prismuknjena« Noriko. Zaradi prepira padeta z mostu. Močno zdelano telo najde zbiralec delov in mu doma napolni baterijo.
Leto 225
V Los Angelesu vlada kaos, androida pobegneta.
Leto 247
Morska gladina se je močno dvignila. V Hakoneju se močno zdelana, gola in depresivna Ogljik, sestavljena iz moškega in ženske, predaja medmrežju. Siliciju ni všeč, da se tako zanemarja in jo umije. Priklopi jo na stroj, ki simulira učinke seksa, in ji tako izboljša počutje. Poživljena Ogljik začne verjeti Siliciju, da se ljudje ne učijo iz svojih napak. Dobi idejo o stalnem odhodu androidov na medmrežje, kjer bi postali eno.
Leto 259
V North Slopeu na Aljaski njuno skupino napade Mekatronicova sekta, čeprav imajo zdaj enake pravice. Zbežijo na medmrežje, njihova telesa pa so uničena.
Leto 271
K jezu Itaipu pride velika skupina androidov v telesih, sestavljenih iz vseh mogočih kosov. Tamkajšnja vasica ima težave z napadi roparjev in visoko smrtnostjo med otroki. Ljudje so kljub temu zadovoljni, kot že dolgo ne, česar Ogljik ne razume. Medmrežje je v zmeraj slabšem stanju in ne ve se, če je Siliciju beg uspel. Ta le pride. Obdržal je svoj obraz, njegovo telo pa spominja na pajka. Ogljik je za končni odhod androide zbirala 10 let. Hidravlični jez napaja strežnike, čeprav je pritok vode šibak. Ne vedo, koliko časa bo zdržal. Silicij gre naprej raziskovat svet in Ogljik ga opozori, da bo nekoč nehal delovati, nato se odloči, da se ne bo pridružila ostalim androidom in gre z njim.

## Produkcija

### Vizualna plat
Enega od prizorov je narisal po fotografiji trupla dveletnega sirskega prebežnika Alana Kurdija, posnete leta 2015 na turški obali. Začetno podobo androidov so navdihnile maske japonskega gledališča nô. Androida se na začetku ustvarita iz primarnega oceana. Ko se strukturira, postane mreža. Želel je dati vtis gibanja, ko je materializal nekaj nematerialnega. Liki se premikajo, kot v lava svetilki iz 70. let. Virtualni svet je moral biti videti zelo drugačen od realnosti, kar mu je delalo težave, saj je moral zanj uporabiti zelo drugačno paleto, v albumu pa jih je veliko različnih. Ponazoril ga je z uporabo negativa, ter pod vplivom zlatih Klimtovih slik, Escherjevih nemogočih perspektiv, predkolumbovske arhitekture in pa fotografij v filmu The Fountain (Darren Aronofsky, 2006). Rjave tone je izbral z eksperimentiranjem v Photoshopu. Liki potujejo, ker ne želi prikazati usode človeštva samo z zahodnega vidika. To je bil prvi strip, kjer je risal pokrajine, kar se mu je zdelo težavno. Trudil se jih je narediti enako zanimive, kot eksotične podobe v njegovih prejšnjih delih.
Kromatično je želel posnemati impresioniste. Ideje za kraje je dobil na svojih potovanjih. Vsak kraj svetovne turneje ima svojo barvno identiteto. Na izbiro barv svetovnih pokrajin, zlasti pri slikah neba, je vplival Joseph Mallord William Turner. To, kar čuti pred slikami tega umetnika, je poskušal vnesti v določene odlomke Ogljika in Sicilija, zlasti v po njegovem osupljivi sončni zahod v Avstraliji. Njegovi sodelavci so poskrbeli za barvne ploskve, grafite in logotipe. Logotip Tomorrow Foundation je bil oblikovan po logotipih Twitterja in Facebooka.
Ko v nekem prizoru androidna agentka začne streljati, se čas upočasni in spopad se nadaljuje v virtualnem svetu. Ta mentalna bitka ponazarja hitrost v možganih robotov v primerjavi z realnostjo. Obstaja neskladje med naboji, ki napredujejo zelo počasi, in dejanjem, ki se zgodi v omrežju v tem zelo kratkem časovnem presledku. Obrazi na tleh in stenah predstavljajo zavesti virtualne mreže. Izbokline, ki rastejo iz virtualnih avatarjev, so uhajajoči delčki kode. Ogljik, ki preko tehnološkega nadzora najde Silicija, preprosto spominja na to, da nas je danes zaradi naših internetnih podatkov in videonadzora zelo enostavno najti in da z izginotjem svoboda anonimnosti ne bo izginila. Prikazuje razdaljo in pogled, ki ga imata na človeštvo, ki sta ga desetletja opazovala od daleč, in predstavlja premik, ki naj bi ga doživljali. Zelo dodelana scenografija v kombinaciji z bolj poenostavljenimi liki je rezultat vpliva japonske animacije.
Bablet od La Belle Mort (2011) vztraja pri formatu 27x37cm. A4 mu je namreč premajhen za natačno predstavitev, A3 pa bi mu zaradi vseh nujnih podrobnosti vzel preveč časa. Za stran porabi en dan in pol, sili se v hiter tempo, da se ustvarjanje albuma ne zavleče. Barve je dodajal digitalno na skenirano risbo zaradi večje svobode in možnosti uporabe več različnih barvnih odtenkov. To je vidno na atmosferi in nebu.

### Navdihi za zgodbo in primerjava s temeljnimi deli žanra
Bablet je delo ustvarjal štiri leta. Tematsko je povezano z njegovim prejšnjim delom, risoromanom Shangri-La (2016). Z naslednjim delom naj bi Bablet zaokrožil trilogijo o sodobni družbi.
Zgodbo je zgradil na odnosu dveh likov, ki morata biti dovolj zanimiva, da ju bralec spremlja 300 let. Začel je pisati, ko je končeval Shangri-La. Je vrhunec prejšnjih albumov, vendar ne osnutek. V Ogljik in Silicij je mešanica Shangri-La za tehnologijo in politično zavezanost, Adrasté za kontemplacijo in La Belle Mort za eksistencializem in iskanje smisla. Po Shangri-La, katerega dogajanje je omejeno na vesoljsko postajo, je želel široke odprte prostore in spremljanje potepanja dveh likov po svetu. S časovnimi preskoki ustvariti občutek, da čas mineva in da liki živijo več življenj in prisiliti bralca, da zapolni vrzeli.
Pred risanjem je preštudiral teme in uravnotežil scenarij. Privlačijo ga ekološke teme in zgodbe iz zelo oddaljene prihodnosti ob spremljajoči strasti do čiste znanosti. Ne piše o nenadnem koncu sveta, ampak poda zaskrbljujoč opis prihodnosti s podnebno, energetsko in migracijsko krizo. Med delom je med drugim mislil na roman Neuromancer (William Gibson), film Atlas oblakov (2012), videoigro The Last Guardian (2016), pisatelje Arthurja C. Clarka, Alaina Damasia in Philipa K. Dicka, režiserja Davida Cronenberga, film Solaris (Andrej Tarkovski, 1972), film Duh v školjki (Mamoru Ošii, 1995; v Franciji je bil predvajan leta 1997). Futuristična zgodba črpa korenine iz danes aktualnih tem, kot so tehnološke spremembe, umetna inteligenca, transhumanizem, teorije propada in okoljske krize. Po njegovih besedah se neizogibno kopa v vseh njenih razpravah in novicah. Bral je mnenja znanstvenikov in ekonomistov o teh temah. Opiral na zapise in govore strokovnjakov za okoljska vprašanja, kot sta Jean-Marc Jancovici in Philippe Bihouix, astrofizika Auréliena Barrauja in oblikovalca kolapsologije Pabla Servigneja.
Po Bablejevem mnenju so lahko avtorji pričakovanj imeli deset, dvajset let naprej prihodnosti, danes pa so konstantno v šestmesečnem zaostanku. Tehnološke tematike so za Bableja v nenehnem razvoju v štirih letih postale veliko bolj kompleksne. Meni, da je prišla faza, ko se žanr kiberpunka združuje s sedanjostjo. Bal se je, bo ob izdaji že anahronističen.
Ogljik in Silicij, ki napoveduje konec kapitalizma čez dve stoletji, je »poziv skupnosti« in po mnenju avtorja je manj brutalen kot Shangri-La. Zasnovan je bil med protesti proti novem zakonu o delu (poznanem tudi kot Loi Travail, vpeljan leta 2016) in francoskem ustavnem členu 49.3 (vladi omogoča sprejem zakona brez glasovanja), vzponom gibanja Mladi za podnebno pravičnost in Grete Thunberg v zadnjih letih, pa tudi mirovnih in kolektivističnih gibanj. Bablet s tem albumom vabi bralce, da zavzamejo enako distanciran pogled na svet, kot njegova junaka. Prihajajoče velike spremembe je raje zmanjšal, kot dramatiziral. Želel je pokazati, da gre za tranzicijo. V postapokaliptičnem žanru po njegovem pogosto govorimo o posledicah, on pa je želel narisati nasprotje, da bi pokazal, da bodo lepi in težki trenutki in da bo vse dobro ostalo: kolektiv in lepota pokrajine. Ogljik in Silicij ni moden opis vsakdanjega življenja preživelih po koncu sveta (kot v TV-serijah oz. filmih Živi mrtveci (2010–22), Snowpiercer (2020–23) ali Light of My Life (2019)). Po avtorjevo vsi postapokaliptični tokovi danes nimajo skoraj nobenega razloga za obstoj, kar želi preseči z izumljanjem novih, tudi pozitivnih in manj depresivnih zgodb. V tem risoromanu ustvarja vtis vtis, da človeštvo izginja, a ne želi, da bi bilo to v središču naše pozornosti, ker so ljudje naredili »svoje sranje« in je o tem že bilo govora v ZF. Zato si je želel narediti korak vstran in videti robote, ki bodo imeli državljanske pravice in dolžnosti in ustvarili nov model družbe. Ne želi se odločiti, kdo od glavnih junakov ima prav. Bralca sili v lasten dvom o smislu obstoja posameznika in vrste.
Pri naslovu je mislil na to, da bo viden na naslovnici. Ni želel običajnih imen, ampak osupljiva in simbolična, ki bi presegala identiteto junakov. Poimenovanje periodičnih elementov je omogočilo povezavo z njihovim znanstvenim ustvarjanjem. Silicij se uporablja za elektronska vezja, ogljik pa je celotna struktura njihovega bitja.
Japonskega mangako Naokija Urasavo je označil za mojstra pripovedovanja in napetosti, navdihoval se je pri njegovi mangi 20th Century Boys, da bi ustvaril zelo močno empatijo do svojih likov. Bal se je, da bi bralca preveč utrudil s počasnim začetkom, zato se ga je odločil presenečati. V tem delu ponuja manj fatalističen pogled na razmerja med človekom in strojem, kot James Cameron v Terminatorju. Naveličan Terminatorja, Pobesnelega Maxa, Akire (Kacuhiro Otomo), 2001: Vesoljske odiseje in Solarisa je želel svoj počasen in melanholičen ritem, po navdihu vzvišenega Iztrebljevalca. Želel se je distancirati od Asimovih treh zakonov robotike, ki vidijo robote kot stroje, ki dopolnjujejo ljudi. Z odstopanjem od njega ter drugih temeljnih del žanra je hotel ustvariti zgodbo o robotih, ki bi bila izvirna. Tudi če se usodno strinja s to tradicijo, je želel imeti drugačno, aktualnejšo vizijo. Namesto z roboti, ki morajo uveljaviti svojo človečnost, legitimizirati lasten obstoj ali želijo prehiteti in uničiti človeka, se ukvarja s socialnim in spolnim determinizmom ter poda zgodbo o nebojevitih robotih opazovalcih. Bablejevi umetni inteligenci se obnašata bolj kot priči, ki se ne vmešavata preveč. So nekakšna nova vrsta, ki človeštvo opazuje z distanciranim pogledom. Rezultat je pustolovščina z manjšim poudarkom na akciji, ki jo bolj zanimajo občutki in misli njenih dveh filozofskih androidov. Eno od vprašanj zgodbe je odnos do telesa, bodisi v organski snovi bodisi na ravni spola. Pripoveduje o trpljenju življenja v telesu, ki ni lastno, je tudi alegorija minljivosti. Cilj je bil torej škodovati telesu in je bilo treba iti do konca logike te posode, ki pa malo po malo nima več nobenega pomena. Roboti, zaprti v telesih, ki so jih izbrali zanje, in telesih, ki so le ovojnice, omogoča dvom o transidentiteti. Zgodba se začne z izrazito spolno obarvanim telesom, ki ga je izbral drug iz političnih in ekonomskih razlogov, nato mine iz enega telesa v drugo, na izjemno tekoč način, dokler telo nima več dovolj pomena, da ni več kot aglomerat različnih teles. Človeški videz dobijo zaradi komunikacije s starejšimi. Telesa jih omejujejo, kar je značilno za nauk transhumanizma, proti koncu zgodbe postanejo nepomembna. Šokantne podobe teles je ustvaril namenoma. Bablet se sprašuje o tem, kaj je prirojeno in kaj pridobljeno. UI je bila v tej zgodbi rojena z občutljivostjo in zgrajena skozi njene izkušnje. Bablet je androida zasnoval, da svojo empatijo z izkušnjami še obogatita. Pri njima gre za čisto inteligenco, ki so ji bila dodana čustva in iz tega se je rodila duša in osebnost. Razvijata se po svoje zaradi različnih izkušenj in interakcij. Ne strinja se, da gre za ljubezensko zgodbo. Zanj sta sorodni duši, ki ju povezuje vez, ki presega vse koncepte prijateljstva in ljubezni. Pozitivno se mu zdi, da se na koncu knjige njuna vez izkaže za močnejšo od ostalega. Ogljik si dela brazgotino, ker menja telo, s čimer bralec ostaja osredotočen nanjo. Je njen edini znak identitete. Prek njenega menjavanja spola tudi obravnava vprašanja skupnosti LGBTQ. Zadnja podoba Ogljik je modra in ima štiri roke, kar so značilnosti hindujskega boga Višnuja, s čimer namiguje na nauk reinkarnacije, ki se pojavlja tudi v budizmu. Solze so za Bableja glavni izraz čustven robotov. V njih se zrcalijo različna pričakovanja družbe do fantov in deklet, Silicij je zato tih in zadovoljuje svoje potrebe.

### Bablejev pogled v prihodnost
Bablet ne verjame, da se bo delavce nadomeščalo z roboti, ki so predragi, izkoriščanje ljudi v Franciji in drugod pa se tako ali tako že dogaja. V prihodnosti vidi rabo prijateljskih robotskih osebnih pomočnikov. Ni fatalist in zgodba je proti koncu polna upanja. V težkih časih vidi priložnost za preobrazbo. Z večjim poudarkom na skupnosti in kolektivni akciji želi v bralcu vžgati iskrico upanja. Roboti po njegovem ne bodo povzročili konca človeštva. Glede transhumanizma ima mešane občutke, ker bi lahko omogočil zdravljenje telesnih bolezni, izdelavo novih okončin. Človek bo po njegovem izgubil demografsko gostoto, a prepričan je, da moramo in bomo model spremenili, ker stari stari propada in se bo pojavilo nekaj novega. Ta prehod je želel analizirati. Ne želi podaljšanje življenja za vsako ceno. Tako je v tej knjigi narisal sekvenco, kjer ljudje v iskanju nesmrtnosti porabijo bogastva, da bi živeli nekaj dodatnih let in se znašli brez telesa, zmanjšani na peščico vitalnih organov. Želel je pokazati, da to ni zavidanja vredno. Je v letih, ko vidi konec življenja svojih starih staršev in ne vidi smisla v tem, da se živi tako dolgo in v takšnem stanju propadanja, izolacije in zapuščenosti. Vseeno misli, da se bo podaljševanje življenja za vsako ceno umaknilo transhumanističnim sanjam. Ne verjame v prihodnost v slogu Posebnega poročila (Steven Spielberg, 2002). Napoveduje posameznike, ki živijo zaprti vase, izgubljeni v velikih sklopih, turizem na daljavo, preko zaslonov, skupnosti, ki živijo ločeno in potujejo v podzemnih železnicah po meri. Po njegovem še nikoli nismo bili tako povezani v digitalni obliki in tako malo prisotni v realnosti. Ljudje po njegovem ne vedo, kako živeti v ekosistemu, od katerega so odvisni in ne razumejo, da so na časovni premici, ki je daljša od njihovega življenja. Vidi, da obstajajo stvari, od katerih smo odvisni, ker so se zgodile prej, in da bodo imele posledice za več generacij. To je nekaj, kar ga fascinira in kar je po njegovem temeljnega pomena v znanstveni fantastiki, saj danes, ko se ljudje soočajo z ekološko tesnobo, v primeru, da ne vidijo dlje od lastnega obstoja, razvijejo oblika nihilizma, ki ni prav nič konstruktivna.

## Slovenski prevod
V slovenščini je izšel leta 2022 pri založbi VigeVageKnjige v zbirki Risoromani, v 400 izvodih. Iz francoščine ga je prevedla Saša Jerele. Angleške dele besedila je prav tako prevedla Jerele, ruske pa Lijana Dejak. Izdajo je podprla Javna agencija za knjigo Republike Slovenije.
Za VigeVageKnjige je to drugi znanstvenofantastični risoroman po Privzetih nastavitvah Uga Bienvenuja. Anja Zag Golob, glavna in odgovorna urednica založbe VigeVageKnjige, je povedala, da je idejo za prevod dala Katja Šaponjić, sourednica in prevajalka iz francoščine. Bili so pomisleki zaradi znanstvenofantastičnega žanra, za katerega založba ni specializirana. Golobova v besedilu fiktivne Noriko vidi kritiko faktografskega znanja, potegnjenega z interneta, ki ne more nadomestiti branja knjig.

## Ocene

### Francija
Kritika v oddaji Affaire critique na Radio France sta povedala, da ambiciozni knjigi ne uspe povedati, kaj je robotska misel, da bralec lahko zgolj prikimava filozofiranjem androidov, da si je avtor izbral preveč tem ter da ostri in včasih malo pretenciozni diskurz po koncu branja pusti vtis.
Antoine Daer (St. Epondyle) (Cosmo Orbüs) je zapisal, da gre za nostalgično posthumanistično postkiberpunk zgodbo, ki se pri propadu sveta ne spušča v podrobnosti vzrokov in posledic in ki ne verjame, da je človek najbolj inteligenten in središče sveta. Ni verjel zgodbi, da lahko predragi roboti rešijo problem nedobičkonosnosti skrbi za stare ljudi. Androida je označil za produkt napačnih razlogov, empatičnih pomanjkljivosti, merkantilne brezhrbtenčnosti človeštva in demiurških sanj Noriko, ki jo je opisal kot nevrotično deloholičarko, ki bi s svojim ustvarjanjem rada rešila svet in ki zanemarja lastno hčer zavoljo svojih, po neki nujnosti »popolnih« androidov. Odnos androidov se mu še zdaleč ni zdel klišejsko ljubezenski, bratski ali prijateljski. Njuna prepuščenost samim sebi ga je spomnila na anime Grob kresničk (Isao Takahata, 1988), v katerem dva otroka sredi kaosa skrbita drug za drugega. Občutek nostalgije in obžalovanja je pripisal dejstvu, da sta androida kljub vsemu dediča tega sveta.
Benjamin B. (une Case en plus) je opazil avtorjev cinizem ter splošni občutek osamljenosti in pesimizma, ki sta prisotna že v njegovih prejšnih delih. Ob degradaciji je pomislil na Akiro Kacuhira Otomoja. Delo se mu je občasno zdelo mračno, temno in umazano, liki pa v skladu s tem deformirani in grdi, tudi, ko jih scenarij ne zlorablja, kar se mu glede na prejšnja Bablejeva dela ni zdelo presenetljivo. Pohvalil je barvanje, bogato okrasje in natančnost.
Blondin (L'étagère imaginaire) je dal oceno štiri zvezdice. Bableja je opisal kot odličnega kolorista in avtorja, ki si želi biti založniško ekonomičen in razumljiv bralstvu, hkrati pa sprejema zelo osebne grafične odločitve. Opazil je, da poleg osnove in kakovosti s svojega prejšnjega albuma ponavlja tudi napake. Pohvalil je njegovo založbo v primerjavi z ostalimi glede ugodnega razmerja med kakovostjo in ceno (francoski strip Les Indes fourbes druge založbe ima manj strani in višjo ceno) ter avtorjevo natančno in globoko rokodelsko ustvarjanje nore arhitekturne panorame brez digitalnih pripomočkov. V scenografiji je opazil vpliv japonskega umetnika Kacuhira Otomoja, ki mu po njegovem lahko Bablet parira v mojstrstvu. Pritožil se je, da se ne more navaditi na to, da Bablet riše telesa poenostavljenih oblik in brez stopal, zaradi česar ne more zares prodreti v to monumentalno delo. Pohvalil je sintezo med kompleksnimi temami. Zaključil je, da albuma ne more oboževati, ampak ga le občuduje.
Eric Debarnot (Benzine) je dal oceno dve zvezdici in pol od petih. Očital mu je nesmiselno kopičenje pravih vprašanj, skrito pod zavajajoče dobrim videzom. Ni mu bila všeč tudi fizična upodobitev likov ob siceršnji lepoti grafičnega dela. Prvi del zgodbe je pritegnil njegovo pozornost, nato pa ga je zmotilo pomanjkanje pravega dogajanja ter neverjetna obstojnost propadajočega, zanemarjenega in energetsko potratnega vesolja. V naglici, da bi dokončal, je zmeraj hitreje obračal strani. Spremni besedi Damasia je očital, da zabije zadnji žebelj v krsto knjige, ker je neumno in arogantno nakladanje, polno blodnjavega pretvarjanja. Založnikom je očital, da ne razumejo, da nabiranje praznih pojmov in zapletenih besed še ni filozofija. Na koncu je zapisal, da knjiga tehta 1,6 kilograma, toliko, kot veter.
Jérémy Lamri (sciencespo.fr) je opazil, kako se ženskemu androidu da velike prsi, moškemu pa čim manjši penis, da ne bi zasenčil moških. Njeno menjavanje teles si je razlagal s tem, da na začetku ni izkusila svobode, kot Silicij, ki ostane v svojem originalnem telesu. V Ogljikinem menjavanju vidi tudi nezmožnost zahodne družbe, da bi sprejela svojo končnost svojih prebivalcev ter pritisk nanje, da so čim boljši, čim manj ranljivi, zmeraj bolj dolgoživi, da porabijo zmeraj več in da množijo svoje identitete.
Julien Amic (Les Carnets Dystopiques) je napisal, da v zgodbi roboti postanejo človeški borci za svoje pravice, ljudje pa se transhumanizirajo. Zapisal je, da patriarhalni izbor sicer da ženski čim večje oprsje, moškemu pa čim manjši penis, vendar Ogljik na koncu dobi zakrpano telo, sestavljeno iz moških in ženskih delov, saj telo ni nič drugega, kot vsebnik duha, nepopoln stroj, ki se težko prilagaja volji duha, sredstvo, ne pa samo se bi namen. Končno zlitje robotov v nematerialni kolektiv je ozačil za nekakšen kiberpunk komunizem. Velikanski začetni portreti obrazov Ogljik so ga spomnili na delo kakega humanističnega oz. vojnega fotografa. 
Nicolasa (livrepoche.fr) so zmotili neprivlačni obrazi v natančnem grafičnem vesolju, delo se mu z njihovo izjemo zdelo elegantno in šarmantno. Verjetnost zgodbe se mu je zdela manj pomembna od strukture in tem, bolj humanističnih od tistega, kar bi pričakovali od dveh UI protagonistov. Delo ga kljub izvirnosti in izvirnosti ni navdušilo, ker je imel vtis vrste pričakovanj, že prebranih drugje, ponovno združenih v kroniki, ki jo povezujejo le osrednji liki. Hitro je začel pozabljati podrobnosti zgodbe.
Olivier Badin (Le Meilleur de la BD - Un blog d'Eric Guillaud) je glavna lika opisal kot pasivna enojajčna dvojčka, delo pa kot iskanje samega sebe in nepričakovano srečanje Williama Gibsona, Iztrebljevalca in velikodušnega humanizma Renéja Barjavela.
Sebastien Guilhermet (LeMagduCiné) je napisal, da knjiga popelje skozi 300 let, kot Atlas oblakov (2012). Prepoznal je še vpliv Duha v školjki, Pobesnelega Maxa in Gunma oz. Alite: Bojnega angela (mesta, zgrajena na mnogih odpadkih). Po njegovem avtor prekinja ritem za razpršitev in razmišljanje ter se bolj osredotoča na svoj namen, kar je občutek bega in poslušanje drugih.
T. Cauvin (BD Gest') je dal štiri zvezdice od petih. Napisal je, da je sklep ganljiv in dobro podan, da jo avtor kljub padcem ritma dobro odnese ter da je delo z brezkompromisnim grafičnim slogom ter združevanjem tehnološkega, militantnega in meditativnega vidika podoben stilu njegovih prejšnjih del. Njegov končni sklep je bil je, da bi bilo delo pretirano označiti za album leta, da je eden od naslovov, ki bodo zaznamovali leto 2020 ter da mu do mojstrstva manjka »tisto nekaj«.

### Hrvaška
V hrvaščini je risoroman izšel 20. septembra 2021 pod naslovom Carbone & Silicium, pri založbi Fibra, v zbirki Kolorka 191, v prevodu Andree Bagović.
Kruno Lokotar (express.24sata.hr) je strip označil za odličnega. Odnos androidov je opisal kot stoletno vampirsko romanco. Od časa zdelani so ga spominjali na zombije. Opazil je, da Bablet pri risanju teles ni po nepotrebnem perfekcionističen, posvečanje pozornosti arhitekturi pa se mu je zdelo genialno, kot pri stripu že dolgo ne. Prehod androidov v univerzalno zavest je primerjal z glavno temo filma Nebo nad Berlinom (Wim Wenders, 1987).
Marko Šunjić je napisal, da Bablejevo nevšečno risanje ljudi lahko koga odbije. Njegovo risbo je označil za izvirno, prepričljivo in sugestivno. Zgodba se mu ni zdela tako izvirna, ker temelji na klasikah robotske znanstvene fantastike, kot so Duh v školjki, Iztrebljevalec in dela Isaaca Asimova, vendar je priznal, da Bablet na znanih temeljih spretno gradi osveženo in modernejšo različico sodobnega sveta, prepoznava naravne lepote Zemlje in razume, da brezglavo izčrpavanje njenih virov lahko pripelje do popolnega propada civilizacije in robotov kot nove oblike življenja. Všeč mu je bilo tudi to, da Bablet veliko sprašuje, ne ponuja instantnih in edinih pravih rešitev ter bralca vabi k razmisleku o ponujenih temah, vendar se mu je včasih zdelo, da preveč pridiga.

### Nemčija
V nemščini je risoroman izšel 25. januarja 2023 pod naslovom Carbon & Silizium, pri založbi Splitter, v prevodu Sophie Beese.
Kevin Sachs (comicginger.de) je v odločanju pretežno moškega občinstva o videzu androidov videl patriarhalno nasilje (pobrito mednožje in čim večje prsi ter čim manjši penis). Posamezne grozljive upodobitve so se mu zdele precej moteče, vendar v njih ni videl središča zgodbe, ampak po njegovem groza izhaja iz dejstva, da se bralec lahko marsikje počuti ujetega.
Marcel Scharrenbroich (comic-couch.de) je dal oceno 10, ki jo je razdelil na zgodbo (ocena 10) in risanje (ocena 9). Noriko je videl kot zaslepljeno obsedenko, ki ustvarja napetost v svoji družini. Niso mu bili všeč abstraktni človeški značaji, vendar je razumel, da gre pri njih za premišljen in zato legitimen slogovni prijem. Všeč mu je bilo, da Bablet ne uporablja gnusa telesnega propada zaradi gnusa samega.
Uwe Roth (splashcomics.de) je Bableja označil za avtorja, ki morda ni primerljiv z velikani, kot so Pratt, Druillet, Andreas ali Baru, vendar ima unikaten slog. Opazil je, da so njegovi liki oglati in včasih pomanjkljivi (ne riše stopal, ampak pusti, da izginejo v perspektivi). Upodobitev internetnega sveta se mu je zdela čudovita. Knjiga se mu ni zdela pridigarska kljub velikemu številu obravnavanih tem.

### Poljska
V poljščini je risoroman izšel 31. maja 2022 pod naslovom Węgiel & Krzem, pri založbi Timof i cisi wspólnicy (Timof Comics), v prevodu Katarzyne Gajewske-Wąsowicz.
Grzegorz Kłos (ksiazki.wp.pl) je v delu prepoznal vpliv Iztrebljevalca, Duha v školjki in Williama Gibsona. Kritika divjega potrošništva, degradacije naravnega okolja ali družbene neenakosti se mu za razliko od Bablejevega prejšnjega dela, Shangri-La, ni zdela tako vsiljiva.
Jakub (premieryksiazkowe.pl) je v delu videl vpliv Phillipa K. Dicka, (Ali androidi sanjajo o električnih ovcah), Stanisława Lema (Vrnitev z zvezd) in robotske serije Isaaca Asimova.

### Slovenija
Ajda Lalić (ajdanaklada.com) je poleg vsebine pohvalila vložen trud, kvaliteten tisk in izdelavo.
Andrej Predin (Delo) je delo označil za mešanico Duha v školjki, lika Date iz TV serije Zvezdne steze: Naslednja generacija, animiranega filma WALL-E (Andrew Stanton, 2008) in Iztrebljevalca. Oddaljena prihodnost iz tega risoromana se mu ne zdi tako oddaljena. Bableta je označil za sposobnega obvladati medij risoromana, njegov slog pa za izvirnega in prepoznavnega.
Pia Nikolič (megafon.si) je delo označila za razmišljujoč esej, zapakiran v kvaliteten znanstvenofantastičen strip.

## Nagrade
- Prix de la BD Fnac France Inter 2020. Zmagovalca je izbrala komisija, sestavljena iz novinarjev in prodajalcev knjig francoske verige prodajaln Fnac.[15]